# تورس دل پئین (شیلی)
تورس دل پئین (به اسپانیایی: Torres del Paine) یک شهرستان در شیلی است که در استان اولتیما اسپرانزا واقع شده‌است. تورس دل پئین ۶٬۴۶۹٫۷ کیلومتر مربع مساحت و ۱۸۰ نفر جمعیت دارد و ۱۱۳ متر بالاتر از سطح دریا واقع شده‌است.

## نگارخانه

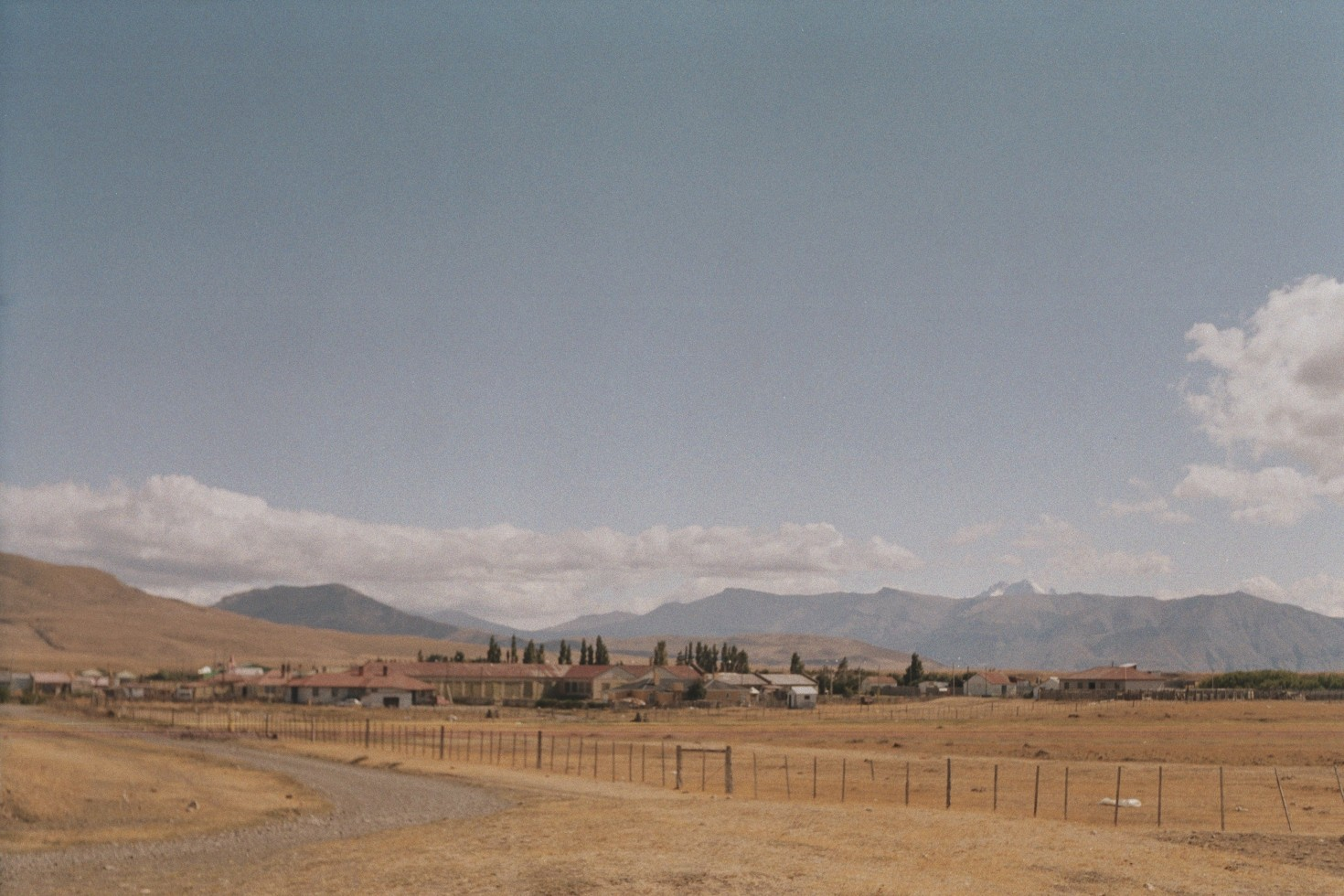
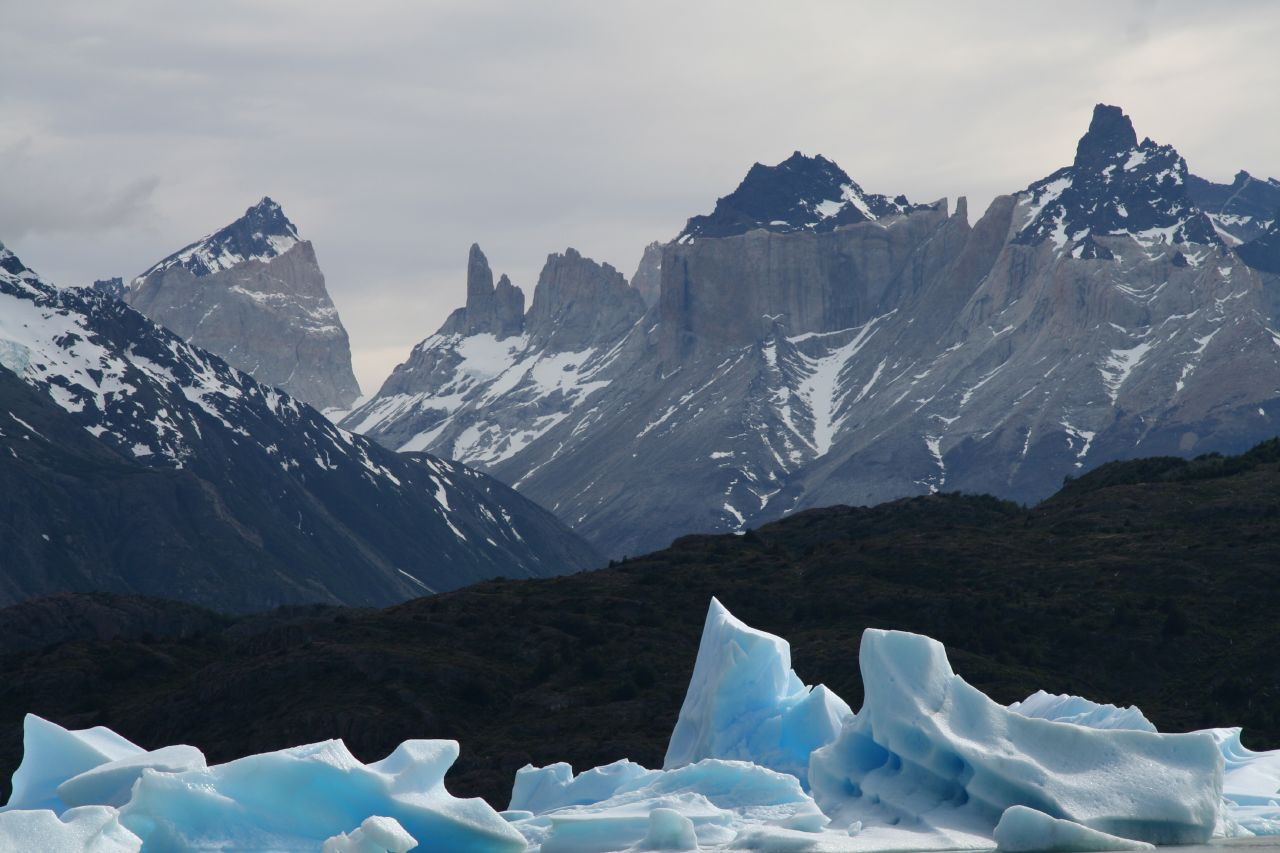